# Strömfors församling

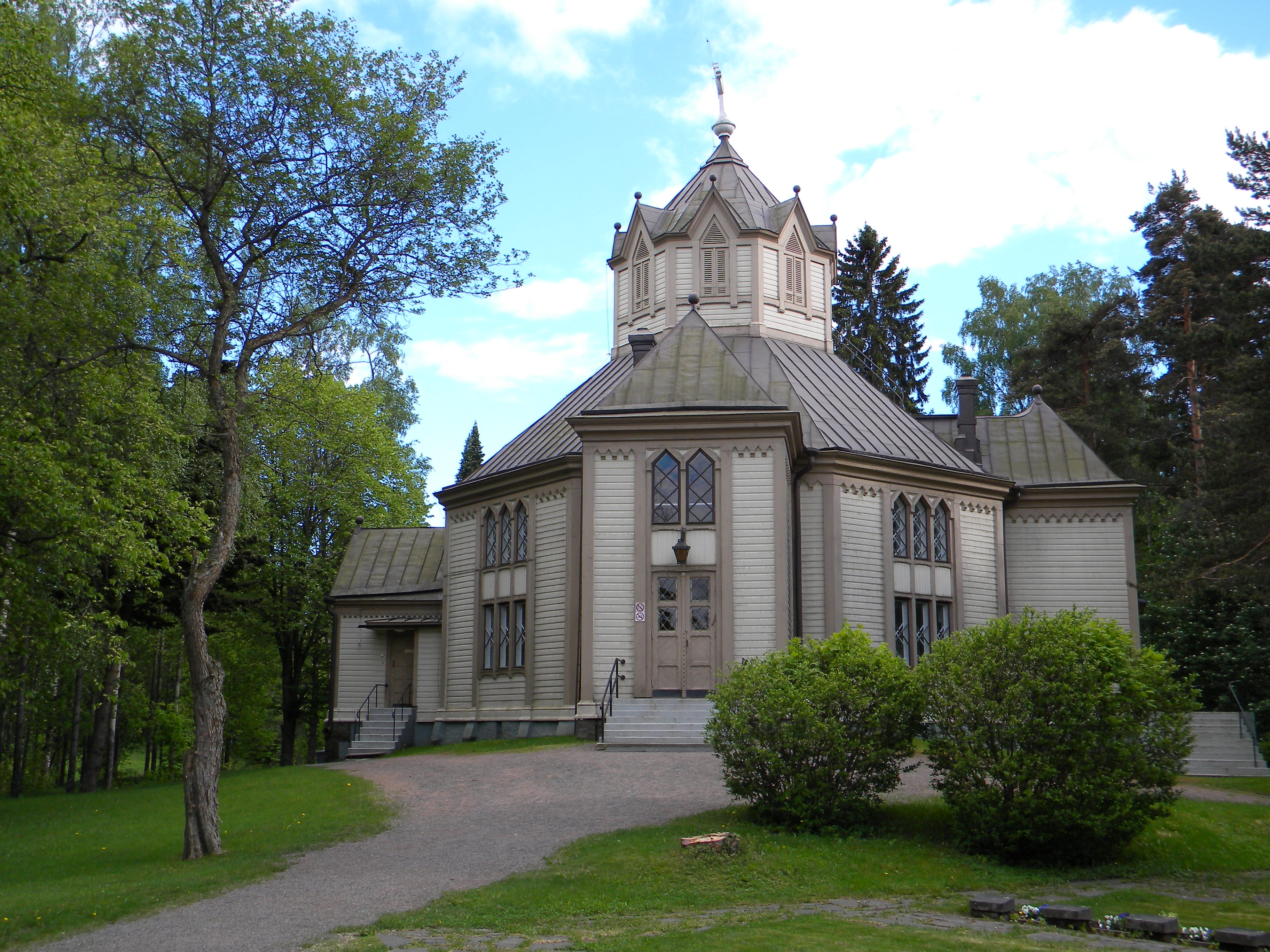
Strömfors kyrka

Strömfors församling (finska Ruotsinpyhtään seurakunta) är en tvåspråkig församling inom Evangelisk-lutherska kyrkan i Finland. Den ligger i Lovisa i östra Nyland. Församlingen har 1 839 medlemmar, av vilka 21,3 % är svenskspråkiga (08/2018). Eftersom majoritetsspråket är finska hör församlingen till Helsingfors stift. 
Tillförordnad kyrkoherde i församlingen är Antti Yli-Opas.

## Historia
Efter freden i Åbo 1743 delades Pyttis socken i en rysk och en svensk del, då riksgränsen drogs genom socknen. Den västra, svenska delen fick 1817 på svenska namn efter Strömfors bruk, medan den på finska heter Ruotsinpyhtää ("svenska Pyttis").  
Församlingen höll till en början sina gudstjänster i de större husen i socknen, men år 1771 invigdes Strömfors kyrka i bruket.  
År 2010 sammanslogs Strömfors och andra kommuner i trakten med Lovisa stad, men församlingarna förblev självständiga. År 2019 sammanslås dock också församlingarna till Agricola svenska och Agricola finska församlingar. Då delas medlemmarna i Strömfors upp på de båda församlingarna enligt sina modersmål.  